# Sarah Wynter
Sarah Wynter (Newcastle, Nova Gales do Sul, 15 de fevereiro de 1973) é uma atriz australiana mais conhecida por interpretar Kate Warner em 24 Horas.

## Filmografia
- 1998: Species II
- 1999: Molly
- 2000: Lost Souls
- 2000: The 6th Day
- 2001: Bride of the Wind
- 2002: Coastlines
- 2002: Moving August
- 2002–2003: 24 Horas
- 2004–2005: The Dead Zone
- 2005: Shooting Livien
- 2005: Three Dollars
- 2005: L.A. Dicks
- 2005: Circadian Rhythm
- 2006: Windfall
- 2009: Dead Like Me
- 2009: White Collar
- 2012: Person of Interest
- 2013: Californication
- 2013: Flight of the Conchords
- 2014: The Good Wife
- 2015: American Odyssey
- 2017: Law & Order: Special Victims Unit
- 2017: The Blacklist